# Gallieniella blanci
Gallieniella blanci is een spinnensoort uit de familie Gallieniellidae. De soort komt voor in Madagaskar.